# Fisioterapia oncofuncional
Fisioterapia oncológica ou fisioterapia oncofuncional é uma especialidade da fisioterapia que tem como objetivo preservar, manter, desenvolver e restaurar a integridade cinético-funcional de órgãos e sistemas do paciente, assim como prevenir os distúrbios causados pelo tratamento oncológico.
O fisioterapeuta oncofuncional deve estar apto para desenvolver suas atividades com pacientes infantis, adolescentes, adultos jovens e idosos, em situações que vão desde a cura aos casos em que ela é irreversível, e desenvolver seus programas de tratamento dentro deste contexto sequelas próprias do tratamento oncológico, atuando de forma preventiva para minimizá-las.